# براق (فلم)
بُرَاقْ هو فيلم مغربي من إخراج محمد مفتكر سنة 2010، وبطولة كل من السعدية لاديب، ماجدولين الإدريسي، إدريس الروخ، و أنس الباز.

## روابط خارجية
- مقالات تستعمل روابط فنية بلا صلة مع ويكي بيانات